# Бэтмен: Душа дракона
«Бэтмен: Душа дракона» (англ. Batman: Soul of the Dragon) — мультфильм 2021 года, созданный на основе DC Comics. Был выпущен на цифровых платформах 12 января 2021 года, а 26 января на Blu-ray и DVD.

## Сюжет
Брюс Уэйн отправился в путешествие по миру, с целью приобретения навыков боевых искусств. С помощью наставника в храме Нанда Парбат он обучается с Ричардом Драконом, Шивой и Рипом Джаггером.

## В ролях
- Дэвид Джинтоли — Бэтмен / Брюс Уэйн
- Марк Дакаскос — Ричард Драгон[англ.]
- Келли Ху — Шива
- Майкл Джей Уайт — Бен Тернер[англ.]
- Эрик Бауза — главарь банды «Топор»
- Джошуа Китон — Джеффри Берр[англ.]